# اینفیلیکسیماب
اینفیلیکسیماب (به انگلیسی: Infliximab) (با نام تجاری رمی‌کید (Remicade)) یک آنتی‌بادی منوکلونال پروتئین پیوندی برابر فاکتور نکروز توموری آلفا (TNF-α) مورد استفاده در درمان بیماری‌های خودایمنی است.
اینفیلیکسیماب توسط سازمان غذا و داروی آمریکا (FDA) برای درمان پسوریازیس، کرون، اسپوندیلیت آنکیلوزان، آرتریت پسوریاتیک، آرتریت روماتوئید، و کولیت اولسراتیو مورد تایید قرار گرفت. اینفیلیکسیماب توسط FDA برای درمان کرون در اوت ۱۹۹۸ موفق به کسب تایید اولیه آن است.
اینفیلیکسیماب با اتصال به TNF-α کار می‌کند. TNF-α پیامبر شیمیایی (سیتوکین) و بخش مهمی از واکنش خود ایمنی است. در آرتریت روماتوئید، به نظر می‌رسد اینفیلیکسیماب با جلوگیری از TNF-α از اتصال به گیرنده آن در سلول کار می‌کند.